# Abbott (серия комиксов)
Abbott — серия комиксов, которую в 2018—2021 годах издавала американская компания Boom! Studios.

## Синопсис
Действие происходит в Детройте в 1970-х годах. Главной героиней серии является репортёр Елена Эбботт. Потеряв мужа, она расследует преступления, на которые не обращает внимания полиция.

## Отзывы
На сайте Comic Book Roundup серия имеет оценку 7,8 из 10 на основе 83 рецензий. Эмме Лоусон из Comic Book Resources, обозревающей первый выпуск, понравился образ героини. Молли Барневиц из ComicsVerse дала дебютному выпуску максимальный рейтинг и написала, что его единственным недостатком является тот факт, что «он не проходит тест Бекдел». Критик из Newsarama также дал ему наивысшую оценку и назвал его «интригующим и атмосферным дебютом серии». Даниэль Геен из Comics Bulletin присвоил первому выпуску 5 звёзд из 5 и посчитал, что это увлекательный комикс.